# 웃투
웃투(Uttu)는 수메르 신화에서 베짜기와 옷의 여신이다. 그녀는 엔키와 닌쿠르의 아이이며, 그녀는 엔키에게서 7명의 아이를 낳았다. 여덟 번째는 티(생명의 나무, 갈비뼈와 관련되어 있다.)였다. 
엔키가 웃투의 아이였을 때 닌후르사그는 여덟 번의 상처를 주고 사라졌다. 그녀는 거미줄 속의 거미로 그려진다. 
그녀는 수메르의 태양신 우투와 헷갈릴 수 있다.